# مترو سيول
مترو سيول (هانجول: 서울교통공사)، هي شركة مملوكة للدولة من قبل حكومة سيول الحضرية، وواحدة من المشغلين الرئيسيين لمترو أنفاق سيول متروبوليتان مع كوريل.

## روابط خارجية
- الموقع الرسمي لمترو سيول
- حكومة مدينة سيول الحضرية